# Bruno Branciforte
Bruno Branciforte, italijanski admiral in obveščevalec, * 6. november 1947.

## Življenjepis
Po študiju na Pomorski akademiji v Livornu je leta 1969 vstopil v Italijansko vojno mornarico. Med letoma 1976 in 1978 je bil poveljnik korvete Aquila, nato pa je leta 1979 prešel v obveščevalne vode: sprva je bil imenovan v Drugo obveščevalno enoto načelnika Generalštaba Italijanske vojne mornarice, nato pa je postal direktor Obveščevalnega centra Italijanske vojne mornarice in leta 1985 je postal direktor raziskovalnega centra.
Leta 1985 je postal poveljnik križarke Vittorio Veneto (550), nato pa fregate Alisea. Leta 1987 je bil ponovno premeščen v štab načelnika Generalštaba vojne mornarice, nato pa je bil med letoma 1989 in 1992 nastanjen v Washingtonu.
Leta 1992 je postal poveljnik letalonosilke Giuseppe Garibaldi (551). Med 15. decembrom 2001 in 21. februarjem 2002 je bil italijanski predstavnik pri USCENTCOM med operacijo Enduring Freedome.
Leta 2001 je postal načelnik Generalštaba Italijanske vojne mornarice, nato pa je 16. decembra 2006 postal poveljnik SISMI vse do 3. avgusta 2007, ko je bila SISMI preoblikovana v AISE.